# حمیدرضا کاتوزیان
حمیدرضا کاتوزیان سیاست‌مدار ایرانی و رئیس سابق پژوهشگاه صنعت نفت است.  او هم‌اکنون مشاور وزیر نفت است.
کاتوزیان نماینده تهران در دوره‌های هفتم و هشتم مجلس شورای اسلامی بوده‌است. او در مجلس هفتم نایب رئیس کمیسیون صنایع و معادن و در مجلس هشتم رئیس کمیسیون انرژی بود. وی در انتخابات مجلس هشتم با ۵۰۰ هزار رأی نفر دهم انتخابات در شهر تهران شد.
کاتوزیان در انتخابات ریاست جمهوری ۱۳۸۸ از میرحسین موسوی حمایت کرد در حالی که تشکل سیاسی متبوعش از احمدی‌نژاد حمایت کرده بود. وی پس از ماجرای انتخاب مشایی و برکناری وزرا پیشنهاد بررسی کفایت احمدی‌نژاد را مطرح کرد.
وی در ۲۹ مهر ۱۳۹۲ با حکم بیژن نامدار زنگنه وزیر نفت، رئیس پژوهشگاه صنعت نفت گردید.
وی هم اکنون مدیر عامل شرکت فرا پتروساز ایران است.
کاتوزیان مدرک دکترای مهندسی مکانیک خود را در سال ۱۹۹۳ از دانشگاه کیس وسترن رزرو، اهایو، آمریکا دریافت کرد. پژوهش او با حمایت مالی مرکز تحقیقات لوییس ناسا و بیمارستان دانشگاهی کلیولند انجام شد.